# Venatrix archookoora
Venatrix archookoora är en spindelart som beskrevs av Volker W. Framenau och Vink 200. Venatrix archookoora ingår i släktet Venatrix och familjen vargspindlar.
Artens utbredningsområde är Queensland. Inga underarter finns listade i Catalogue of Life.